# ドクターの日
「ドクターの日」（ドクターのひ、原題: "The Day of the Doctor"）は、イギリスのSFドラマ『ドクター・フー』50周年記念スペシャルエピソード。脚本はファイス・ペンホールと共にエグゼクティブ・プロデューサーを担当していたスティーヴン・モファットが執筆した。2013年11月23日に BBC One で2D版と3D版の両方が放送された。本作は世界94ヶ国で同時放送が行われ、複数の映画館で3D上映が行われた。テレビドラマのサイマル放送としては世界最大規模であったことからギネス世界記録を達成し、2014年英国アカデミー賞テレビ部門を Radio Times Audience Award で受賞した。
77分におよぶ本作では、ウォードクター（演:ジョン・ハート）がダーレクとタイムロードの両方を滅ぼす決断をしたタイム・ウォー最後の日が描かれ、それと並行する形で現代の対エイリアン組織UNITはザイゴンの侵略に抵抗する。最終的に、ウォードクターと11代目ドクター（演:マット・スミス）と10代目ドクター（演:デイヴィッド・テナント）はクララ・オズワルド（演:ジェナ・ルイーズ・コールマン）の説得によりガリフレイの破壊ではなく時間凍結を選び、タイムロードの絶滅を回避する。彼らが決断を変えたことは時空間の歪みにより最も未来に位置するドクターだけが記憶することとなり、11代目ドクターは救った故郷を見つけるために旅を続ける。
本作にはスミスが11代目ドクター役、コールマンがクララ役で出演したほか、かつての主演であったテナントが10代目ドクター役、ビリー・パイパーがローズ・タイラーの姿を投影する終末兵器モメントとして出演した。モメントの投影はウォードクター以外の登場人物には不可視という設定になっている。他には当時未登場であった12代目ドクター役のピーター・カパルディと4代目ドクター役のトム・ベイカーがカメオ出演した。ジョアンナ・ペイジはエリザベス1世役、ジェマ・レッドグレイヴがレスブリッジ・スチュワート准将の娘ケイト・スチュワート役で出演した 。エイリアンとしてはダーレクと、「ザイゴンの脅威」（1975年）で登場した変身エイリアンのザイゴンが再登場した。
番組の50周年を記念して、番組の歴史を通して登場した様々なコンセプトへの言及や暗示がなされた。本作は批評家から絶賛を受け、シリーズのプロデューサーであるマーカス・ウィルソンは本作を「ファンへのラブレターだ」と表現し、BBC One の管理官の1人であるダニー・コーヘンは「イベントドラマだ」とコメントした。

## ミニエピソード
スティーヴン・モファットが執筆した2本のミニエピソード「ドクター前夜」（2013年11月14日）と "The Last Day"（2013年11月21日）が「ドクターの日」の放送に先駆けて公開され、ドクターの種族であるタイムロードと宿敵ダーレクの間で起きた戦争タイム・ウォーが描写されている。
「ドクター前夜」では8代目ドクターが再生してウォードクターになる様子が描かれる。宇宙船の墜落後、カーンの修道女に蘇生されたドクターはドクターの誓いを捨てて戦士になることを決意し、人工的に再生を制御してウォードクターになる。
"The Last Day" はヘルメットにカメラを装着したガリフレイの兵士の1人の記録映像という形式で、アルカディアがダーレクに攻め滅ぼされる直前を描いている。アルカディア陥落は「ドクターの日」の題材になったタイム・ウォー最後の日の中心的な戦いとなる。

## 連続性
番組の50周年記念スペシャルとして、本作にはこれまでのエピソードへの言及が数多く取り上げられている。
冒頭は1963年に番組が開始された際のオープニングのアレンジで始まる。第1シーズン第1話 "An Unearthly Child" に対応して警察官が I.M. Foreman の看板の前を通り過ぎ、さらにその最初の数秒は2人以上のドクターが対峙したクラシックシリーズ最後のエピソードである The Two Doctors（1985年）と同様にモノクロで放映されている。コールヒル高校はドクターの孫娘スーザン・フォアマンが1963年の地球に居た時に所属していた学校であり、Remembrance of the Daleks（1988年）にも登場した。学校の看板によると、学校理事会の議長は1963年当時理科教員であった初代コンパニオンの3人のうちの1人イアン・チェスタトンであり、校長の W. Coburn は An Unearthly Child の監督と脚本家ワリス・フセインとアンソニー・コバーンに由来している。クララは「セントジョンの鐘」（2013年）に登場したドクターの反重力バイクで午後5時16分を示す時計の横を通り抜けているが、この時刻は BBC TV で An Unearthly Child が放送された時刻であった。当初 An Unearthly Child はグリニッジ標準時で11月23日午後5時15分からの放送が予定されていたが、1分20秒遅れて放送されていた。
ターディスがUNITに回収された際、UNITのヘリコプターが使用したコールサイン "Greyhound leader" はレスブリッジ・スチュワート准将のコールサインを反映している。レスブリッジ・スチュワート准将の娘ケイトはUNITの司令官としてかつての彼の役職を引き継いでいる。准将は3代目ドクター以降の中心的な登場人物であり、2代目ドクターの The Web of Fear（1968年）から7代目ドクターの Battlefield（1989年）まで登場した。ドクターの数多くの歴代コンパニオンと共に准将の写真も本作に登場している。ケイトの台詞から、彼がドクターと共に活動していたのは劇中でも主に70年代から80年代であったことが示唆されている。
10代目ドクターの物語も本作で大きく取り上げられた。彼とエリザベス1世の結婚は「言葉の魔術師」（2007年）や「時の終わり」パート1（2009年）で言及されており、本作でついに回収されることとなった。また、10代目ドクターが「永遠の別れ」（2006年）で触れていたアルカディアの陥落も本作で描写された。11代目ドクターがクララに事態を説明する時に"タイミーワイミー"という語を使った際、ウォードクターはそれを馬鹿にし、10代目ドクターも「全くどこでそんな言葉を覚えたんだか」とコメントしたが、このフレーズは「まばたきするな」（2007年）で他ならぬ10代目ドクターが最初に使用していた。さらに彼は未来のドクターの墓がある惑星トレンザロアのことを知ると "I don't want to go…"と述べており、これは「時の終わり」パート2（2010年）で彼が再生間際に放った最期の言葉と一致する。これについて11代目ドクターはその台詞が彼らしいとコメントしている。終末兵器モメントも「時の終わり」で最初に言及され、本作でついに姿を現わしたモメントは「分かれ道」（2005年）でローズ・タイラーがタイム・ヴォルテックスを吸収した際の姿を反映し彼女を模倣した。
ロンドン塔のブラックアーカイブには、ドクターの歴代コンパニオンの写真と共にUNITが収集した地球外の技術が数多く収容されている。リヴァー・ソングのハイヒール（「天使の時間」「肉体と石」、2010年）やマグネクランプ（「嵐の到来「永遠の別れ」、2006年）、クラシックシリーズのサイバーマンの頭部、9代目ドクターのコンパニオンであったジャック・ハークネスの時空操作機が保管されている。
本作以前のマルチドクターストーリー The Three Doctors（1973年）と The Five Doctors（1983年）への言及もなされた。11代目ドクターは10代目ドクターとウォードクターを"ズックとお爺ちゃん"と呼んでおり、これは The Three Doctors で初代ドクターが2代目ドクターと3代目ドクターを"ダンディとピエロ"と呼んだことを反映している。同様に、タイムロードの台詞 "I didn't know when I was well-off. All twelve of them."は、The Three Doctors でのレスブリッジ・スチュワート准将の台詞 "Three of them, eh? I didn't know when I was well off." を反映している。また、ケイトが求めた准将の極秘ファイル"クローマー"は、The Five Doctors で別の宇宙へ転送された准将が所在地をノーフォークだと当初認識していたことに由来する。終盤で10代目ドクターが11代目ドクターに告げた台詞 "It's good to know my future is in safe hands."は、初代ドクターが5代目ドクターに The Five Doctors で告げたものを再利用している。ウォードクターが出現した際のクララの台詞 "I think there's three of them." にケイトは "There's a precedent for that" と返しており、これは The Three Doctors を反映している。
この他にも過去作の台詞が再登場した。11代目ドクターのフレーズ "reversing the polarity"（極性の反転）は3代目ドクターが頻繁に口にしたフレーズでもある。ターディスが3人の異なるドクターの趣味に合わせようと内装を変更する場面、10代目ドクターが11代目ドクターのターディスの内装をイマイチだと述べた。内装に対する批判は2代目ドクターが The Three Doctors で3代目ドクターに述べていたもので、The Five Doctors でも2代目ドクターが口にしているほか、「子連れのコンパニオン」（2011年）では11代目ドクターがクレイグに同様の発言をした。ウォードクターが再生直前に述べた台詞 "....wearing a bit thin." は、The Tenth Planet（1966年）で初代ドクターが再生直前に述べた "this old body of mine is wearing a bit thin." という台詞を元にしている。さらにウォドクターは再生中に次の姿は耳が小さいことを望んでいたが、これは彼から再生した9代目ドクター（演:クリストファー・エクルストン）の耳が大きいことが劇中で何度も揶揄されていたことにちなんでいる。
モメントはターディスの音を "wheezing, groaning sound"と表現している。この表現は小説などに典型的である。

## キャスト

### ドクター
- マット・スミス - 11代目ドクター役
- デイヴィッド・テナント - 10代目ドクター役。「時の終わり」（2009年 - 2010年）以来の出演。
- ジョン・ハート - ウォードクター役。「ドクターの名前」に続けて出演。
- クリストファー・エクルストン、ポール・マッギャン、シルベスター・マッコイ（英語版）、コリン・ベイカー（英語版）、ピーター・ディヴィソン（英語版）、トム・ベイカー、ジョン・パートウィー（英語版）、パトリック・トラウトン、ウィリアム・ハートネル（英語版） - 9代目・8代目・7代目・6代目・5代目・4代目・3代目・2代目・初代ドクター役。アーカイブ映像として出演。
- ジョン・ギロー - 初代ドクターの声[27]
- ピーター・カパルディ - 12代目ドクター役。2013年クリスマススペシャル「ドクターの時」でスミスの後を引き継ぐ[28][29]。
- トム・ベイカー - 学芸員役。11代目ドクターにガリフレイ陥落の絵の真の題名"ガリフレイ陥落に終止符を"を教える。4代目ドクターに似た行動を見せるが、正体は明かされていない[28][29]。

### 他のキャストメンバー

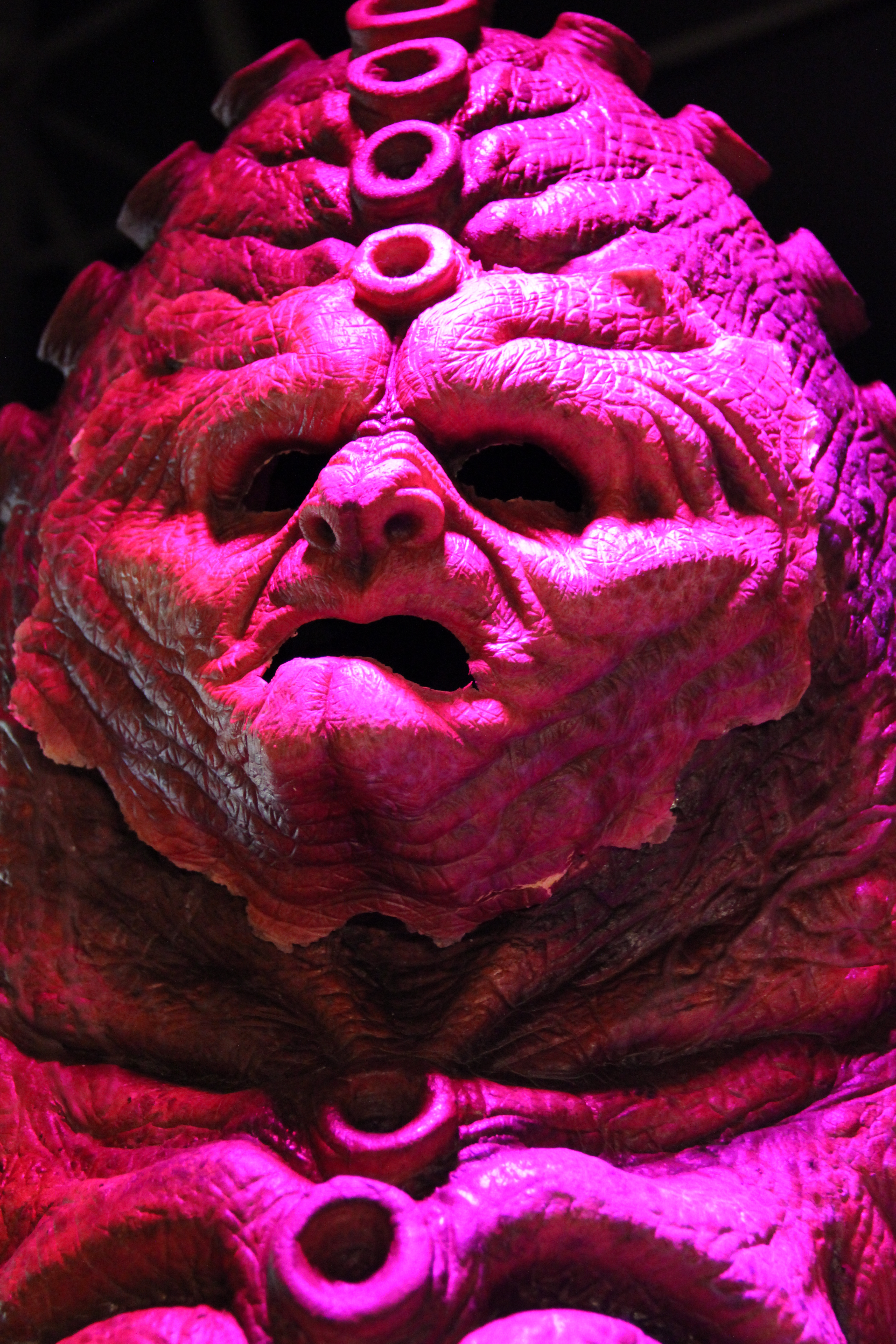
ザイゴンの衣装と特殊メイク

- ジェナ・ルイーズ・コールマン - クララ・オズワルド役
- ビリー・パイパー - モメントの投影したローズ・タイラー役[30]。パイパーは「永遠の別れ」（2006年）以来レギュラーキャラクターとして出演していなかったが、第4シリーズで複数回出演し、最終出演は「時の終わり」（2010年）であった[11]。
- ジェマ・レッドグレイヴ - ケイト・スチュワート役。「キューブのパワー」（2012年）で初出演。ケイト自身の初登場はスピンオフ Downtime と Dæmos Rising で、当時はビバリー・クレスマン（英語版）が演じていた[12]。
- ジョアンナ・ペイジ（英語版） - エリザベス1世役[31][32][33]。『ドクター・フー』でエリザベス1世を演じた女優としては、ペイジはヴィヴィアン・ベネット（The Chase）とアンジェラ・プレザンス（英語版）（「言葉の魔術師」）に続いて3人目である。
- イングリッド・オリバー（英語版） - オズグッド役[34]。エピソードを通して、オズグッドは4代目ドクターの象徴的なマフラーを着用している[35]。
- ピーター・デ・ジャージー（英語版） - アンドロジャー（タイムロード）[36]
- ケン・ボーンズ（英語版） - ガリフレイの将軍役[37]
- ジョンジョ・オニール（英語版） - マギロップ役
- アイデン・クック、ポール・ケーシー - ザイゴン役
- ニコラス・ブリッグス（英語版） - ダーレクとザイゴンの声
- バーナビー・エドワーズ（英語版）、ニコラス・ペッグ（英語版） - ダーレク役

## 製作

### 配役
2013年3月30日に配信エラーが起こり、Doctor Who Magazine の多くの購読者が公式の公開日よりも5日早く号を受け取った。当該号にはかつて10代目ドクターとローズ・タイラーを演じていたデイヴィッド・テナントとビリー・パイパーがジョン・ハートと共に50周年記念スペシャルに出演するという公式な告知が掲載されていた。モファットは前任の番組総責任者ラッセル・T・デイヴィスのストーリー・アークを加えることを快く思わなかったため、当初はローズを復帰させることに意欲的ではなかったが、彼女をローズ本人ではなくバッドウルフの人格として登場させるコンセプトを好み、さらに『ドクター・フー』復活のシンボルとしてパイパーがスペシャルには必要だと感じた。
ジョン・ハートは役のオーディションを受けたのではなく、製作チームから以来を受け、即座に請け負ったという。彼の衣装には粗雑で頑健な印象を強調する意図があり、髭をそのままにしてほしいというハートの要望もこの効果に拍車をかけた。なお、これらの効果は視聴者をミスリードさせる目的のものであった。
クリストファー・エクルストンはモファットと記念エピソードの計画を話し合っていたが、最終的に9代目ドクター役での出演を拒否する形となった。後にエクルストンは、"9代目ドクターへの正義"を果たせなかったことと当時のBBCとの諍いがあったことを理由に辞退したと主張した。

### 脚本

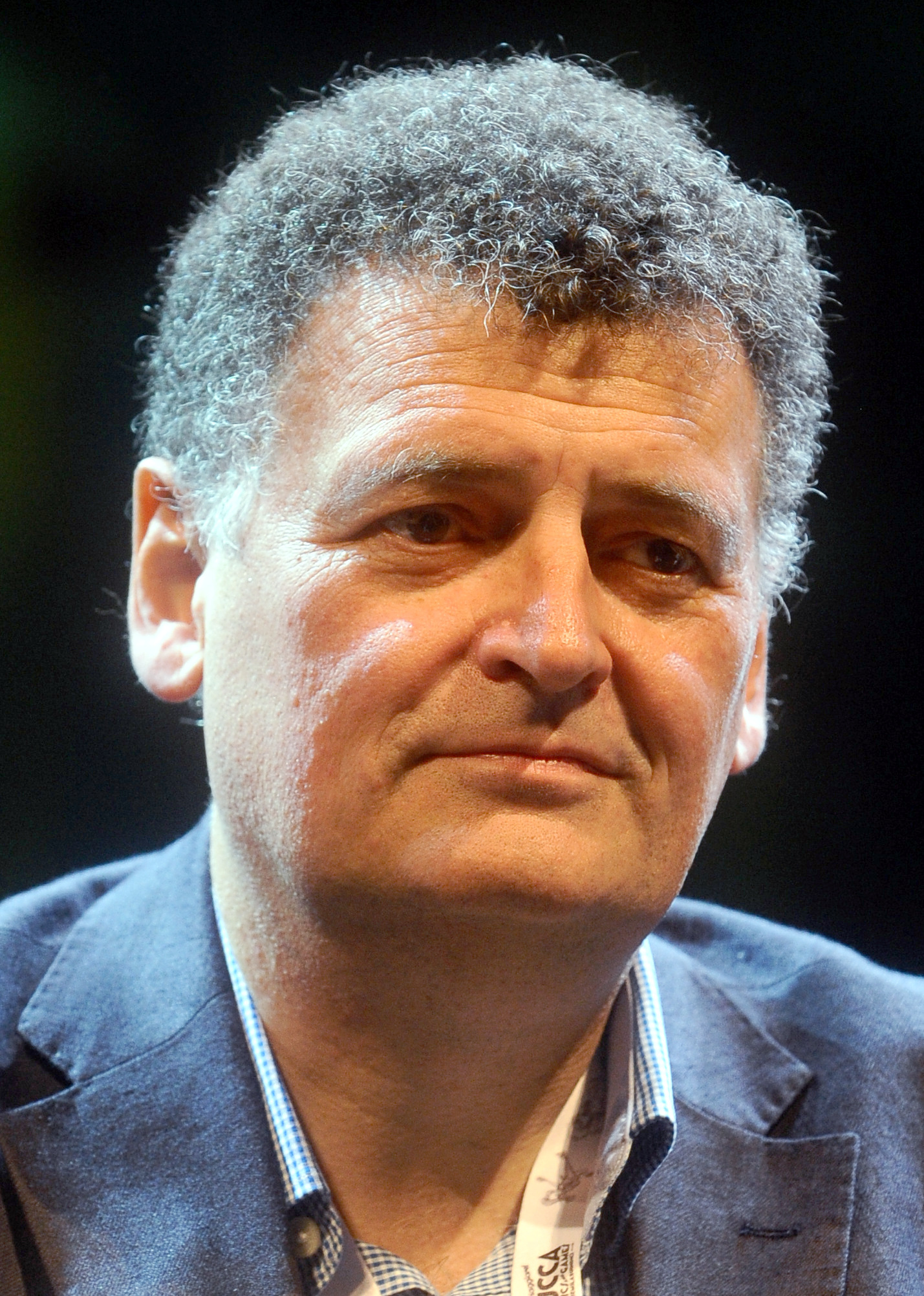
「ドクターの日」を執筆した製作総指揮者スティーヴン・モファットは、『ドクター・フー』の物語を変えるとだろうと主張した。

「ドクターの日」は『ドクター・フー』の当時の筆頭脚本家スティーヴン・モファットが脚本を執筆し、マーカス・ウィルソンがプロデューサーを、ニック・ハランが監督を担当した。モファットは2011年下旬という早期から50周年記念エピソードのアイディアを練っており、2011年の映画『タンタンの冒険/ユニコーン号の秘密』のインタビューで製作チームが50周年記念エピソードですべきことを理解し力を入れ始めているとコメントし、2012年下旬に「ドクターの日」の脚本の執筆を開始した。当時はセキュリティ上の注意事項として脚本のコピーは一切作成せず、その代わりに必要な時まで彼のコンピュータ内に厳重に保管されていた。彼はエピソードの公開に先駆けて50周年記念エピソードについての噂が全て事実に基づかないことを表明し、エピソードが『ドクター・フー』の物語を変えることになるだろうとも後に語った。
また、モファットは「マネキンウォーズ」での描写から9代目ドクターがまだ新しいドクターであると感じ、彼がモメントを起動したとは考えられなかった。8代目ドクターがモメントを起動する様子も想像できなかったという。エクルストンの出演拒否が明確になると、モファットは考えていた別のコンセプトである、1エピソードのみ登場するドクターを主人公にすることを中心に据えた。さらに彼はクラシックシリーズの歴代ドクターの中でウィリアム・ハートネルの初代ドクターを登場させたいと考え、未来の自分を見て「自分は何者になってしまったのか」と問うてほしいと感じた。彼は10代目と11代目ドクターの深淵に潜む、最も恐ろしいことをした危険なドクターを描写しようと考えた。エピソードを取り巻く計画のストレスゆえ、第7シリーズの製作はモファットにとって最も気に入らないものであった。
モファットは、ビリー・パイパーが「盗まれた地球」「旅の終わり」など第4シリーズや2010年新春スペシャル「時の終わり」パート2で何度もローズ・タイラー役としてカメオ出演していたことから、彼女の復帰には何か異なるものをもたらすことが重要だと感じた。パイパーはローズというキャラクターを愛していたが、モファットの想いに同意した。
スミスとテナントは本作での共演に至ったものの、当時はどちらの俳優もシリーズの契約を結んでいなかったため、モファットはある時点で、どちらかが辞退した場合に備えて、コールマンを唯一のレギュラーキャストとして起用するというプロットを考案した。マット・スミスが降板の予定を立てていることを知っていたモファットは、全てのドクターが集結してガリフレイを救う場面で、誰が配役されるかも知らない段階で特別に12代目ドクターを僅かに登場させることにした。後にモファットは全ドクターがガリフレイを救いに飛ぶ場面を最初から計画していたと主張し、撮影時には新しいドクター役俳優も決定していると把握していた。
モファットは原題 The Day of the Doctor について、周囲の人間に起こる出来事から彼らを救っているドクターが今回はドクター自身に起こる出来事に対処していることから、週の物語ではなく彼自身にとって重要な日であると説明した。

### 撮影
「ドクターの日」は3Dで撮影されたため、通常の撮影よりも長い時間が掛かり、CGIのショットには2回のレンダリングが要された。
「ドクターの日」のレギュラー撮影は2013年3月28日に始まって5月4日に完了した。最初の3日間はカーディフ湾 Porth Teigr の Roath Lock studios にて、ナショナル・ギャラリーや11代目ドクターのターディスのシーンが撮影された。
屋外での撮影は4日目すなわち2013年4月2日に開始され、最初の屋外のシーンはニースのトナに位置するアイビー・タワーで撮影された。クララがバイクを運転してターディスに向かう場面やヘリコプターでUNITがターディスを運搬する場面などを含む屋外シーンセクションはベドリノグの Gelligaer Common Road で撮影が行われた。残りの後のシーンは4月6日にMODセントアサンと4月9日にトラファルガー広場で撮影された。
2013年5月2日、An Unearthly Child（1963年）、Attack of the Cybermen（1985年）、Remembrance of the Daleks（1988年）でも登場した Totter's Lane とコールヒル高校のシーンがカーディフで撮影された。エピソードの撮影は2013年5月5日に完了し、最後の2日はミニエピソード「ドクター前夜」の製作に使用された。最後の撮影ピースは10月3日で、主要撮影が完了した5ヶ月後のことであった。この撮影ではピーター・カパルディがカメオ出演し、「ドクターの時」（2013年）と同時に撮影された。
マイク・タッカーと彼の会社 The Model Unit は、タイム・ウォーのシーン用にタイムロードのキャノン砲やウォードクターのターディスなど、ミニチュアを製作して撮影を行った。使用されたダーレクのミニチュアは Character Options 製の18インチの音声対話型の玩具であった。ダーレクの玩具を撮影の模型に使用することはクラシックシリーズの全ての軍隊全体に使用された一般的な手法であった。

## マーケティング

### ミニエピソード
7分間のミニエピソード「ドクター前夜」は2013年11月14日に公開され、8代目ドクター（演:ポール・マッギャン）がウォードクター（演:ジョン・ハート）に再生する様子が描写された。さらに4分間のミニエピソード "The Last Day" が2013年11月20日に公開され、アルカディア陥落の始まりが描写された。

### 予告編
本作の最初の予告編は2013年7月にコミコン・インターナショナルの参加者向けに公開され、オンラインに予告編を公開しないというBBCの決断は議論を呼んだ。7月26日に発表されたBBCの声明では、この予告編はコミコン参加者専用のものであり、それ以外の視聴者向けのコンテンツは後日発表される予定であると説明された。
9月28日にBBCは予告編が撮影されポストプロダクションの段階にあると発表。10月19日にマット・ロザッソが監督し特別に製作したテーザートレイラーが BBC One で放送され、その後オンライン上にも投稿された。当該予告編にはマット・スミスのモノローグと共に番組の歴史の象徴が描写され、歴代ドクターのショットにはCGIとボディ・ダブルが使用された。
グリニッジ標準時で11月9日午後8時にはイギリス国内で公式予告編が放送された。BBCラテンアメリカのFacebookで11月9日に予告編がリークされたため、BBCは予定を前倒しして公式に予告編を公開した。2番目の予告編も後に公開された。11月15日には「ドクターの日」のクリップ映像がBBCの『チルドレン・イン・ニード』で公開された。
さらに、メインの予告編の公開前に11代目ドクターとクララが見かけ上あり得ない絵を調べている短いクリップ映像が公開された。2013年11月10日には11代目ドクターが "The clock is ticking" と告げる広告が BBC One の番組に割り込む形で放送された。これは11月11日には別の中断広告があり、そこでは11代目ドクターが "It's all been leading to this..." と主張していた。

### SNS広報
9月28日にBBCはTwitterのハッシュタグ #SaveTheDay と通信所識別を明らかにした。ハッシュタグと通信所識別は BBC One でドラマ Atlantis の放送前後に提示された。ハッシュタグはその後の宣伝素材に使用され、11月7日にはスミスがドクター役で出演する広告動画がハッシュタグ付きで公開された。また、内容を明らかにするWebサイトも立ち上げられた。

## 放送と反応

「ドクターの日」を同時放送した国
テレビで放送された国
映画館で上映された国
テレビと映画館の両方で放映された国

BBCは世界94ヶ国で「ドクターの日」を同時放送し to avoid plot leaks.、テレビドラマとしてはサイマル放送史上最多国数を記録してギネス世界記録を受賞。英語圏以外の国でも翻訳され放送された。
全英映像等級審査機構は中程度の暴力的なシーンと残酷な描写から「ドクターの日」をPG（Parental Guidance）に指定した。オーストラリア等級審査委員会も中程度のSFテーマと暴力を理由にPGに指定し、性的なテーマについては非常にマイルドであると評価した。イギリスでは午後7時50分に放送され、前後にはイベントの放送など『ドクター・フー』関連番組が放送された。
Canadian motion picture rating system (en) は「ドクターの日」をアルバータ州でPG、マニトバ州でG、ケベック州でGと評価した。
2013年11月24日を含めると映画・テレビでの放映国は100ヶ国を超えた。

### テレビ
本作は BBC One と BBC One HD で放送され、BBC One HD Red Button では3Dで放送された。ニュージーランドではPrime、アメリカ合衆国ではBBCアメリカで、カナダではSpaceで放送された。英語圏のアジアとアフリカではBBCエンターテインメントが公開した。

### 映画
| 国名             | 映画興行会社                                                                                              |
| ---------------- | --- |
| イギリス         | シネワールド、ヴュー・シネマズ、他独立した映画館                                                          |
| アメリカ合衆国   | AMCシアターズ、センチュリー・シアターズ、シネマーク・シアターズ、リーガル・エンターテインメント・グループ |
| オーストラリア   | ホイツ、イベント・シネマズ、ビレッジ・シネマズ、その他独立した少数の映画館                                |
| カナダ           | シネプレックス・オデオン                                                                                  |
| ニュージーランド | イベント・シネマズ                                                                                        |
| メキシコ         | シネマーク・シアターズ                                                                                    |

映画版では、ソンターラン役のダン・スターキーが出演する注意喚起ビデオや、主演ドクター役3人が出演するビデオが上映前に放映された。

### 批評家の反応
| 専門評論家によるレビュー | 専門評論家によるレビュー |
| レビュー・スコア         | レビュー・スコア         |
| 出典                     | 評価                     |
| ------------------------ | ------------------------ |
| IGN                      | 9.3                      |
| ニューヨーク・マガジン   | [ 88 ]                   |
| PopMatters               | [ 89 ]                   |
| ラジオ・タイムズ         | [ 90 ]                   |
| The A.V. Club            | A-                       |
| デイリー・テレグラフ     | [ 92 ]                   |
| TV Fanatic               | [ 93 ]                   |

「ドクターの日」は批評家から高い評価を受けた。デイリー・テレグラフのベン・ローレンスは本作に星5つを与え、「魅力的かつエキセントリックで、非常に非常にイギリス的だ」と述べた。Den of Geekのサイモン・ブリューは本作を称賛し、「コメディと野心そしてすっかりエンターテインメントで脈動している」と主張した。しかし、彼はザイゴンのサブプロットについては否定的なコメントをしており、ドクターがガリフレイを破壊したのではなく救っていたという暴露にも否定的であった。ザ・ミラーのジョン・クーパーは本作に星5つを与え、「筋金入りのファンが好きな番組の美しい再発明をするだけでなく、カジュアルな視聴者にも素晴らしいストーリーを与え、なぜ私たちはすべてこの番組をそんなに愛しているのかを思い出させてくれる」と主張した。SFXも本作に星5つを付け、完璧ではないと評価しつつ、過去と現在と未来を結び付けた手法を称賛した。
マッシャブルのクリス・テイラーは本作が「ファンと新規参入者を喜ばせるためにデザインされたもの」であり、「ドクターがこれまで以上に故郷と心に彼の多くの道を見つけている理由を示している」と述べた。ガーディアン紙のヴィヴ・グロスポクは本作の様々な要素を批判したが、「それだけの価値があった」と結論付けた。

### レーティング
イギリスでの当夜の視聴者数は1018万人に達し、タイムシフト視聴者を加算すると1280万人に上り、2008年に1310万人を記録した「もうひとりのドクター」以来の高記録を達成した。その週ではイギリスのテレビ番組で最も多くの視聴者を動員し、これまでの『ドウター・フー』のエピソードではわずか2話しか成し遂げられなかった記録に至った。映画の興行収入は170万ポンド（220万アメリカドル）に達し、その週のイギリスの映画チャートでは『ハンガー・ゲーム2』と『ゼロ・グラビティ (映画)』に次ぐ第3位となった。さらに「ドクターの日」は放送から24時間以内に BBC iPlayer で127万リクエストを受け、リクエスト数は2013年12月3日までに290万に上った。最終視聴者数の記録に基づくと、本作は2013年で最も視聴されたドラマとなった。Appreciation Index は88を記録した。
BBCアメリカのサイマル放送の合計視聴者数は240万人に達し、1ヶ月後に「ドクターの時」が放送されるまでの間、BBCアメリカ史上最高視聴者数の座に就いた。
世界的な興行収入は1020万ドルを記録した。アメリカ合衆国では660館で上映され、興行収入は480万ドル（約300万ポンド）を叩き出した。オーストラリアでは2回の放送で合計195万人の視聴者を獲得しており、ABC1でのライブ放送では59万人、午後7時30分からの再放送で136万人が視聴した。興行収入は合計154万人を記録し、オーストラリアの映画チャートで第3位となった。さらに、ABC iview では5万1000再生を1日で記録した。ニュージーランドでのサイマル放送では4万2000人、午後8時30分の再放送では17万7510人が視聴し、その日のPrimeの最高視聴者数を記録した。なお、この数字はリアルタイム視聴者とタイムシフト視聴者の合算であり、全てを合計すると21万9510人の視聴者がいたことになる。カナダのSpaceでは合計視聴者数は170万人に達し、その意のカナダのエンターテインメント番組では最も多く視聴され、リアルタイム視聴者数は午後2時50分（東部標準時）に110万人を記録し、チャンネル史上最高値を更新した。
ソーシャルアナリティクスWebサイト SecondSync によると、『ドクター・フー』は放送の間に50万ツイートを集め、ピークは放送冒頭で1分間に1万2939ツイートを記録した。

### 受賞とノミネート
「ドクターの日」は2014年に英国アカデミー賞テレビ部門で Radio Times Audience Award を受賞。また、2014年ヒューゴー賞映像部門短編部門にもノミネートされた。
Doctor Who Magazine での投票では、「ドクターの日」は番組50年の歴史の中で最も人気のエピソードに選ばれた。

## ホームメディア
「ドクターの日」のDVDと3Dブルーレイは2013年12月にイギリスで発売された。オーストラリアでは2013年12月4日、北アメリカでは2013年12月10日に発売された。2014年9月8日には "50th Anniversary Collectors Boxset" として「ドクターの名前」、「ドクター前夜」、"An Adventure in Space and Time"、"The Five(ish) Doctors Reboot"と共に収録されて再発売された。再発売の際には「ドクターの日」の読み合わせの映像も収録された。

### 日本での展開
日本では2015年3月6日に「ドクターの時」と共に同梱されてスペシャル版DVDが角川書店から販売された。デイヴィッド・テナントとビリー・パイパーの吹替にはNHKで放送されていた頃と同じく関俊彦と坂本真綾が起用された一方、クリストファー・エクルストンとトム・ベイカーの吹替は山路和弘と玄田哲章から祐仙勇と小田柿悠太に変更された。また、ジョン・ハートの吹替も祐仙勇が担当した。マット・スミスとジェナ・ルイーズ・コールマンは通常通り川島得愛と原島梢が吹替を担当した。また、DVDには特典映像としてソンターランの注意喚起ビデオ「劇場鑑賞の心得」と「ドクター前夜」が収録された。
2015年7月27日にはHuluで「ドクターの日」の配信が開始された。

### サウンドトラック
マレイ・ゴールドの作曲として、「ドクターの日」の音楽が2014年11月24日に Silva Screen Records から発売された。アルバムにはエピソードで使用されていないマテリアルも収録されている。

### 書籍版
「ドクター前夜」のストーリーラインを含めてスティーヴン・モファットが小説化した「ドクターの日」のペーパーバックとデジタル版は、Target Collection の一部として2018年4月5日に発売された。